# Леандро Домінгес
Леандро Домінгес (порт. Leandro Domingues; 24 серпня 1983, Віторія-да-Конкіста — 1 квітня 2025) — бразильський футболіст, півзахисник.

## Ігрова кар'єра
Леандро Домінгес потрапив до юнацької системи «Віторії» в 1995 році, в основний склад потрапив у 2001 році, провівши кілька матчів за сезон. За два сезони 2004 і 2005 «Віторія» вилетіла спочатку в Серію B, а потім і Серію C. Саме в Серії С в сезоні 2006 Леандро Домінгес зумів проявити себе, ставши другим бомбардиром турніру, і допоміг своїй команді повернутися в Серію В.
Щоб погасити борги «Віторії», в 2007 році Леандро Домінгес був проданий в «Крузейро». У травні 2008 року після розбіжностей з тренером повернувся в «Віторію» на правах оренди. Надалі був в оренді в «Флуміненсе» і знову в «Віторії».
В кінці 2009 року гравець пішов з «Крузейро», оскільки клуб не мав наміру продовжувати з ним контракт. У 2010 році підписав контракт з японським клубом «Касіва Рейсол», що виступав у другій Джей лізі. У тому ж сезоні «Касіва» домоглася підвищення в класі, а наступного року стала чемпіоном Японії. Леандро став найкращим бомбардиром команди в тому сезоні і був визнаний гравцем року в Японії.
8 червня 2014 року бразилець перейшов в інший клуб Джей ліги «Нагоя Грампус», де він був звільнений через півтора року в листопаді 2015-го.
Після короткого повернення в Бразилію, під час якого він пограв за «Віторію» (Салвадор) та «Португезу Деспортос», він повернувся до Японії і підписав контракт з «Йокогамою» з другої Джей-ліги в середині сезону 2017 року. Відіграв за команду з Йокогами 98 матчів в національному чемпіонаті.

## Смерть
Домінгес помер у ніч на 1 квітня 2025 року у віці 41 року від раку яєчок.

## Досягнення

### Командні
Віторія:
- Ліга Баїяно: 2002, 2003, 2004, 2005, 2009, 2016

 Крузейро:
- Ліга Мінейро: 2008

 Касіва Рейсол:
- Джей-ліга 2: 2010
- Чемпіон Японії: 2011
- Володар Суперкубка Японії: 2012
- Володар Кубка Імператора Японії: 2012
- Володар Кубка Джей-ліги: 2013

### Особисті
- Найцінніший гравець Джей-ліги: 2011[5]
- У списку 11 найкращих гравців Джей-ліги: 2011, 2012